# Pandemia di COVID-19 in Papua Nuova Guinea
Il primo caso della pandemia di COVID-19 in Papua Nuova Guinea è stato confermato il 20 marzo 2020.

## Antefatti
Il 12 gennaio 2020, l'Organizzazione mondiale della sanità (OMS) ha confermato che un nuovo coronavirus era la causa di una nuova infezione polmonare che aveva colpito diversi abitanti della città di Wuhan, nella provincia cinese dell'Hubei, il cui caso era stato portato all'attenzione dell'OMS il 31 dicembre 2019.
Sebbene nel tempo il tasso di mortalità della COVID-19 si sia rivelato decisamente più basso di quello dell'epidemia di SARS che aveva imperversato nel 2003, la trasmissione del virus SARS-CoV-2, alla base della COVID-19, è risultata essere molto più ampia di quella del precedente virus del 2003, e ha portato a un numero totale di morti molto più elevato.
Il 5 maggio 2023, l'Organizzazione mondiale della sanità dichiara ufficialmente la fine della pandemia.

## Andamento dei contagi
| Data                                                                          | Data       |  | Numero di casi | Numero di casi |
| ----------------------------------------------------------------------------- | ---------- |  | -------------- | -------------- |
| 20-03-2020                                                                    | 20-03-2020 |  | 1(N.D.)        |                |
| ⋮                                                                             | ⋮          |  | 1(=)           |                |
| 07-04-2020                                                                    | 07-04-2020 |  | 2(+100%)       |                |
| ⋮                                                                             | ⋮          |  | 2(=)           |                |
| 16-04-2020                                                                    | 16-04-2020 |  | 7(+250%)       |                |
| ⋮                                                                             | ⋮          |  | 7(=)           |                |
| 23-04-2020                                                                    | 23-04-2020 |  | 8(+14%)        |                |
| ⋮                                                                             | ⋮          |  | 8(=)           |                |
| 04-05-2020                                                                    | 04-05-2020 |  | 8(=)           |                |
| ⋮                                                                             | ⋮          |  | 8(=)           |                |
| 20-06-2020                                                                    | 20-06-2020 |  | 9(+12%)        |                |
| ⋮                                                                             | ⋮          |  | 9(=)           |                |
| 25-06-2020                                                                    | 25-06-2020 |  | 10(+11%)       |                |
| 26-06-2020                                                                    | 26-06-2020 |  | 11(+10%)       |                |
| ⋮                                                                             | ⋮          |  | 11(=)          |                |
| 16-07-2020                                                                    | 16-07-2020 |  | 15(+36%)       |                |
| 17-07-2020                                                                    | 17-07-2020 |  | 15(=)          |                |
| 18-07-2020                                                                    | 18-07-2020 |  | 16(+6,7%)      |                |
| 19-07-2020                                                                    | 19-07-2020 |  | 17(+6,2%)      |                |
| 20-07-2020                                                                    | 20-07-2020 |  | 19(+12%)       |                |
| 21-07-2020                                                                    | 21-07-2020 |  | 27(+42%)       |                |
| 22-07-2020                                                                    | 22-07-2020 |  | 30(+11%)       |                |
| 23-07-2020                                                                    | 23-07-2020 |  | 31(+3,3%)      |                |
| 24-07-2020                                                                    | 24-07-2020 |  | 32(+3,2%)      |                |
| 25-07-2020                                                                    | 25-07-2020 |  | 39(+22%)       |                |
| 26-07-2020                                                                    | 26-07-2020 |  | 62(+59%)       |                |
| 27-07-2020                                                                    | 27-07-2020 |  | 62(=)          |                |
| 28-07-2020                                                                    | 28-07-2020 |  | 63(+1,6%)      |                |
| 29-07-2020                                                                    | 29-07-2020 |  | 67(+6,3%)      |                |
| 30-07-2020                                                                    | 30-07-2020 |  | 72(+7,5%)      |                |
| 31-07-2020                                                                    | 31-07-2020 |  | 72(=)          |                |
| 01-08-2020                                                                    | 01-08-2020 |  | 91(+26%)       |                |
| 02-08-2020                                                                    | 02-08-2020 |  | 110(+21%)      |                |
| 03-08-2020                                                                    | 03-08-2020 |  | 111(+0,91%)    |                |
| 04-08-2020                                                                    | 04-08-2020 |  | 114(+2,7%)     |                |
| 05-08-2020                                                                    | 05-08-2020 |  | 153(+34%)      |                |
| 06-08-2020                                                                    | 06-08-2020 |  | 163(+6,5%)     |                |
| 07-08-2020                                                                    | 07-08-2020 |  | 188(+15%)      |                |
| 08-08-2020                                                                    |            |  |                |                |
| 09-08-2020                                                                    | 09-08-2020 |  | 214(N.D.)      |                |
| 10-08-2020                                                                    | 10-08-2020 |  | 214(=)         |                |
| 11-08-2020                                                                    | 11-08-2020 |  | 214(=)         |                |
| 12-08-2020                                                                    | 12-08-2020 |  | 269(+26%)      |                |
| 13-08-2020                                                                    | 13-08-2020 |  | 271(+0,74%)    |                |
| ⋮                                                                             | ⋮          |  | 271(=)         |                |
| 16-08-2020                                                                    | 16-08-2020 |  | 323(+19%)      |                |
| 17-08-2020                                                                    | 17-08-2020 |  | 333(+3,1%)     |                |
| 18-08-2020                                                                    | 18-08-2020 |  | 347(+4,2%)     |                |
| 19-08-2020                                                                    | 19-08-2020 |  | 347(=)         |                |
| 20-08-2020                                                                    | 20-08-2020 |  | 359(+3,5%)     |                |
| 21-08-2020                                                                    | 21-08-2020 |  | 361(+0,56%)    |                |
| 22-08-2020                                                                    | 22-08-2020 |  | 361(=)         |                |
| 23-08-2020                                                                    | 23-08-2020 |  | 398(+10%)      |                |
| 24-08-2020                                                                    | 24-08-2020 |  | 401(+0,75%)    |                |
| ⋮                                                                             | ⋮          |  | 401(=)         |                |
| 28-08-2020                                                                    | 28-08-2020 |  | 453(+13%)      |                |
| ⋮                                                                             | ⋮          |  | 453(=)         |                |
| 05-09-2020                                                                    | 05-09-2020 |  | 479(+5,7%)     |                |
| 06-09-2020                                                                    | 06-09-2020 |  | 488(+1,9%)     |                |
| ⋮                                                                             | ⋮          |  | 488(=)         |                |
| 12-09-2020                                                                    | 12-09-2020 |  | 510(+4,5%)     |                |
| 13-09-2020                                                                    | 13-09-2020 |  | 511(+0,2%)     |                |
| ⋮                                                                             | ⋮          |  | 511(=)         |                |
| 18-09-2020                                                                    | 18-09-2020 |  | 516(+0,98%)    |                |
| ⋮                                                                             | ⋮          |  | 516(=)         |                |
| 26-09-2020                                                                    | 26-09-2020 |  | 531(+2,9%)     |                |
| 27-09-2020                                                                    | 27-09-2020 |  | 532(+0,19%)    |                |
| ⋮                                                                             | ⋮          |  | 532(=)         |                |
| 02-10-2020                                                                    | 02-10-2020 |  | 539(+1,3%)     |                |
| ⋮                                                                             | ⋮          |  | 539(=)         |                |
| 10-10-2020                                                                    | 10-10-2020 |  | 550(+2%)       |                |
| ⋮                                                                             | ⋮          |  | 550(=)         |                |
| 21-10-2020                                                                    | 21-10-2020 |  | 583(+6%)       |                |
| ⋮                                                                             | ⋮          |  | 583(=)         |                |
| 27-10-2020                                                                    | 27-10-2020 |  | 583(=)         |                |
| ⋮                                                                             | ⋮          |  | 583(=)         |                |
| 31-10-2020                                                                    | 31-10-2020 |  | 583(=)         |                |
| 01-11-2020                                                                    | 01-11-2020 |  | 583(=)         |                |
| 02-11-2020                                                                    | 02-11-2020 |  | 590(+1,2%)     |                |
| ⋮                                                                             | ⋮          |  | 590(=)         |                |
| 18-11-2020                                                                    | 18-11-2020 |  | 590(=)         |                |
| 19-11-2020                                                                    | 19-11-2020 |  | 590(=)         |                |
| 20-11-2020                                                                    | 20-11-2020 |  | 590(=)         |                |
| ⋮                                                                             | ⋮          |  | 590(=)         |                |
| 23-11-2020                                                                    | 23-11-2020 |  | 590(=)         |                |
| ⋮                                                                             | ⋮          |  | 590(=)         |                |
| 28-11-2020                                                                    | 28-11-2020 |  | 590(=)         |                |
| ⋮                                                                             | ⋮          |  | 590(=)         |                |
| 25-12-2020                                                                    | 25-12-2020 |  | 681(+15%)      |                |
| 26-12-2020                                                                    | 26-12-2020 |  | 725(+6,5%)     |                |
| 27-12-2020                                                                    | 27-12-2020 |  | 725(=)         |                |
| ⋮                                                                             | ⋮          |  | 725(=)         |                |
| 30-12-2020                                                                    | 30-12-2020 |  | 760(+4,8%)     |                |
| Fonti: - Ministero della sanità - Ultimo aggiornamento: 30.12.2020, 18:00 GMT |            |  |                |                |

## Cronologia

### Marzo
Il 20 marzo è stato confermato il primo caso in Papua Nuova Guinea.

### Aprile
Il 7 aprile, la Papua Nuova Guinea ha confermato il suo secondo caso di COVID-19.
Il 16 aprile, il governo della PNG ha confermato cinque nuovi casi COVID-19.
Il 23 aprile, una donna anziana di 45 anni della Eastern Highlands Province è stata confermata infetta. Il conteggio in quel momento si attestava a 8 casi totali.

### Maggio
Il 4 maggio, il segretario alla Sanità Dr. Dr Paison Dakulala ha riferito che tutti i casi noti sono guariti. 2.400 test erano stati effettuati con la maggior parte a Port Moresby.